# Operacja Crossroads

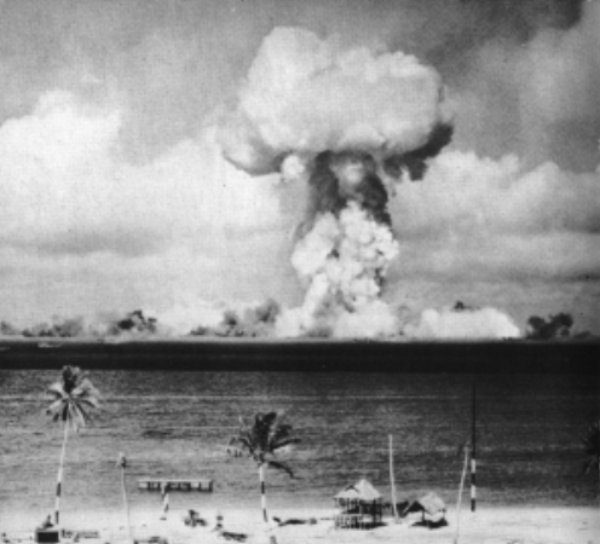
Pierwsza ze zdetonowanych w ramach Operation Crossroads bomb – 23-kilotonowa Able

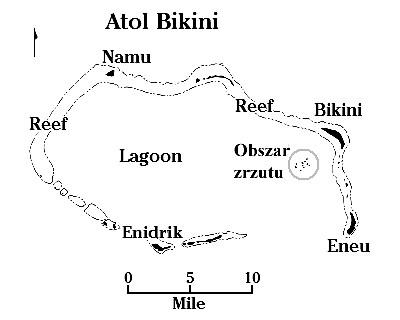
Mapa atolu z miejscem zrzucenia pierwszej bomby

Operacja Crossroads (ang. Operation Crossroads, dosłownie „Operacja Rozstaje”) – seria testów broni nuklearnej przeprowadzonych przez Stany Zjednoczone na atolu Bikini w archipelagu Wysp Marshalla (Ocean Spokojny) w lecie 1946 roku.
Celem było przetestowanie oddziaływania broni nuklearnej na jednostki pływające. Miały miejsce eksplozje dwóch bomb, każda o sile 23 kiloton. Pierwsza (Able) została zdetonowana 1 lipca na wysokości około 160 m, druga (Baker) 25 lipca – 27 m pod powierzchnią wody. Trzeci planowany test (Charlie) został odwołany. Eksplozje projektu Crossroads dowiodły, że okręty wraz z wyposażeniem, z wyjątkiem znajdujących się bliżej niż 1 km od epicentrum, są w stanie przetrwać eksplozję broni jądrowej.
Testy Crossroads były w kolejności czwartą i piątą eksplozją bomby nuklearnej w historii (po teście Trinity i zrzuceniu bomb atomowych na Hiroszimę i Nagasaki). Były też pierwszymi testami nuklearnymi, jakie zostały zapowiedziane i były obserwowane przez zaproszonych naukowców i dziennikarzy. Najpoważniejszym skutkiem drugiej eksplozji z serii Crossroads było silne skażenie promieniotwórcze okrętów-celów. Był to pierwszy na świecie przypadek silnego i niemal natychmiastowego skażenia radioaktywnego wywołanego wybuchem jądrowym w wodzie (opad radioaktywny po wybuchu w atmosferze jest opóźniony i rozproszony na znacznym obszarze).

## Cele przeprowadzenia eksperymentu i przygotowania
Od zakończenia II wojny światowej zachodziła konieczność przeprowadzenia testów mających na celu stwierdzenie, jakie skutki na organizmy żywe i uzbrojenie może wywierać eksplozja nuklearna; szczególnie brakowało informacji na temat efektów bombardowania nuklearnego sprzętu wojskowego i metod ochrony przed jego skutkami. Gdy Stany Zjednoczone dokonywały powojennej demobilizacji, w kręgach dowódczych rozpoczęła się debata na temat rozmiarów i składu przyszłych sił zbrojnych. Niektórym politykom zdawało się, że broń nuklearna spowoduje, iż marynarka wojenna stanie się łatwa do zniszczenia a przez to zbędna. Senator Brian McMahon powiedział 25 sierpnia 1945 roku: „Dla przetestowania niszczycielskiej siły bomby atomowej chciałbym zobaczyć japońskie okręty, na które spadnie w morzu taka bomba”.

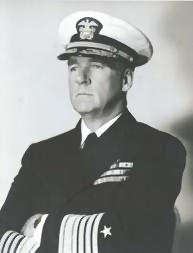
William H P Blandy dowódca operacji

Seria trzech testów miała pomóc poznać skutki uderzenia nuklearnego na okręty, ich wyposażenie i załogi. Miejsca testów musiały spełniać określone warunki:
- bezpieczne kotwicowisko o średnicy co najmniej 10 km,
- okolica niezamieszkana lub zaludniona przez niewielką liczbę mieszkańców,
- w odległości co najmniej 500 km od najbliższego miasta,
- warunki pogodowe: nie za zimno i bez gwałtownych burz,
- przewidywalny kierunek wiatru na wysokości od poziomu morza aż do 20 km,
- Z dala od szlaków żeglugowych, łowisk rybackich i zamieszkanych brzegów,
- pod kontrolą USA[1].

Czas miał ogromne znaczenie, bowiem US Navy musiała wkrótce wycofać większość obsługi statków i okrętów z czynnej służby wojskowej, a naukowcy cywilni zatrudnieni przy budowie broni masowego rażenia mieli odejść ze służby państwowej i powrócić jesienią na uczelnie, które zawarły z nimi kontrakty.
Na okres 10 miesięcy utworzono Zespół Uderzeniowy nr 1 (JTF-1), którego zadaniem było przeprowadzenie testów na atolu Bikini. Na jego czele stanął wiceadmirał William H.P. Blandy. Uroczystym rozpoczęciem operacji było wysadzenie (za pomocą laski dynamitu) modelu okrętu na stawie nazwanym „Little Bikini” na przedmieściach Waszyngtonu. W tym samym czasie na atolu Bikini 100 ton dynamitu zużyto w celu usunięcia z laguny raf koralowych w miejscu, gdzie miały stanąć okręty-cele.
167 rdzennych mieszkańców atolu zostało wysiedlonych na bezludny atol Rongerik, położony 240 kilometrów na wschód.

### Jednostki pływające

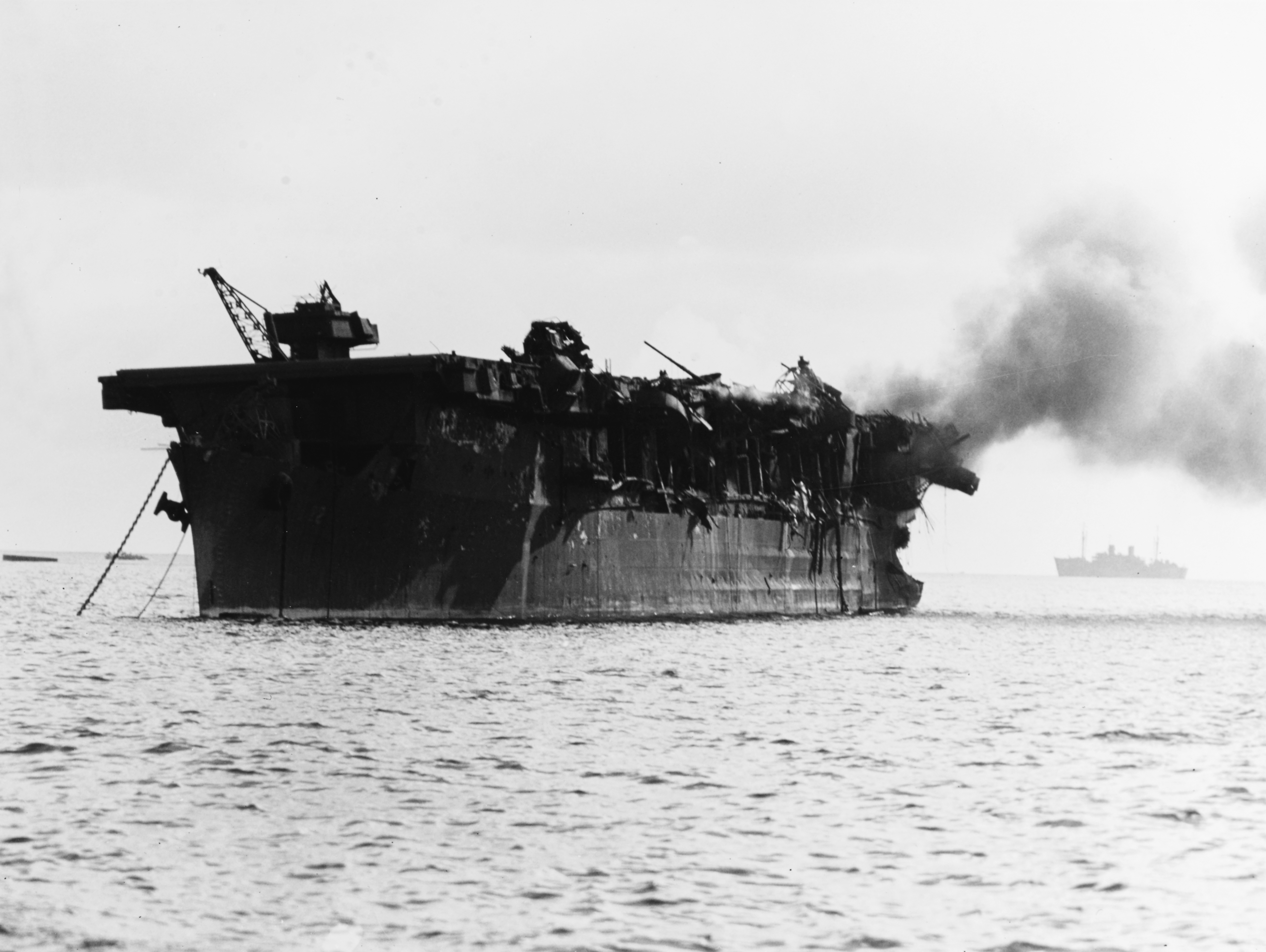
USS „Independence” płonie po pierwszym wybuchu nuklearnym 1 lipca

Na wodach laguny atolu Bikini zgromadzono ponad 90 okrętów i statków, które miały stać się celem ataku. Umieszczono je w znacznym zagęszczeniu w pobliżu planowanego miejsca eksplozji, nie chodziło bowiem o odtworzenie rzeczywistego kotwicowiska, ale o określenie skutków, jakie przyniesie zrzucenie bomby atomowej na jednostki ustawione bliżej lub dalej od centrum eksplozji.
Flotylla składała się z dwóch starych amerykańskich pancerników, dwóch lotniskowców, dwóch krążowników, jedenastu niszczycieli, ośmiu okrętów podwodnych, okrętów desantowych i wsparcia, a także trzech zdobycznych niemieckich i japońskich okrętów. Ponadto u brzegów Bikini rozmieszczono pewną liczbę barek desantowych. Na niektórych okrętach pozostawiono uzbrojenie, sprzęt i paliwo.
Dla przeprowadzenia niektórych eksperymentów użyto żywych zwierząt. Okręt zaopatrzeniowy USS „Burleson” (APA-67) dostarczył 200 świń, 60 świnek morskich, 204 kozy, 5000 szczurów, 200 myszy oraz ziarno zaatakowane przez owady – wszystko dla badań prowadzonych przez National Cancer Institute.
Druga flotylla, składająca się z ponad 150 statków i okrętów, zapewniała kwatery, wyżywienie, punkty obserwacyjne i miejsca pracy dla 42 000 mężczyzn (w tym ponad 37 000 marynarzy) i 37 kobiet – pielęgniarek. Dodatkowy personel został rozmieszczony na pobliskich atolach, jak Eniwetok i Kwajalein. Marynarze, którzy wyrazili zgodę na uczestniczenie w eksperymentach i obserwowaniu wybuchów, otrzymali prawo do przedłużenia o rok kontraktów. Wielu niewojskowych uczonych wyraziło chęć obserwowania eksplozji. Wysepki atolu Bikini były wykorzystywane jako miejsce rozmieszczenia aparatury pomiarowej oraz do czasu zanieczyszczenia przez test „Baker” – jako miejsce rekreacji.

### Obserwacja
Na ośmiu samolotach F6F zainstalowano kierowane radiem urządzenia pilotujące, a ponadto automatyczne kamery, czujniki radiacji i składu chemicznego powietrza. Były one zdalnie sterowane z bezpiecznej odległości przez załogi samolotów-matek. Bezzałogowce miały przelatywać przez obszary silnie promieniotwórcze – jak np. grzyb po wybuchu Able.
Zdjęcia eksplozji zostały wykonane przez zdalnie sterowane kamery i aparaty fotograficzne zamocowane na wysokich masztach rozmieszczonych na wysepkach atolu. Wszystkie zrobiły łącznie 50 000 fotografii i zużyły 500 000 metrów filmu. Jedna z kamer była zdolna do filmowania z szybkością tysiąca klatek na sekundę.
Przed pierwszym testem cały personel został wycofany z atolu i zaokrętowany na jednostkach, które zajęły bezpieczne pozycje obserwacyjne w odległości 10 mil morskich (18,6 km) na wschód od atolu. Obserwatorzy testu otrzymali ciemne okulary dla ochrony oczu, ale na krótko przed zdetonowaniem „Able” oznajmiono, że okulary mogą zawieść; personel został więc poinstruowany, by w chwili wybuchu odwrócić się od atolu plecami i dodatkowo zakryć twarze ramionami dla ochrony. Kilku odważnych, którzy zlekceważyli zalecenia, powiedziało pozostałym, „że to już”. Większość obecnych na okrętach odczuła jedynie lekki wstrząs i usłyszała „niezbyt imponujący odgłos wybuchu”.

### Nazwy kodowe
„Able” i „Baker” to pierwsze dwie litery alfabetu fonetycznego używanego w United States Army i United States Navy w latach 1941–1956, tj. przed wprowadzeniem oznaczeń „Alfa” i „Bravo” zgodnie z obecnie obowiązującym alfabetem fonetycznym NATO. „Charlie” jest trzecim oznakowaniem literowym w obu systemach. Zgodnie z przekazami świadków czas detonacji był określony jako godzina „H” lub „How” (obecnie używa się określenia godzina „M” lub „Mike”).
Obie bomby były kopiami bomby plutonowej Fat Man zrzuconej na Nagasaki. „Able” otrzymała imię „Gilda” i została przyozdobiona wizerunkiem Rity Hayworth, gwiazdy filmu „Gilda” z roku 1946. Plutonowy rdzeń wykorzystany w „Gildzie” nazywano wcześniej w laboratoriach w Los Alamos rdzeniem diabelskim, bowiem w dwóch nieszczęśliwych wypadkach przyczynił się do śmierci dwóch naukowców: Harry’ego Daghliana i Louisa Slotina. Bombę „Baker” nazwano „Helen of Bikini”. Użycie takich „femme-fatale” form nazw dla broni nuklearnej zapowiadało zgubę i zniszczenie zarazem.

## Test Able – 1 lipca
O godzinie 9.00 bombowiec Boeing B-29 Superfortress „Dave's Dream” z 509 Skrzydła USAF zrzucił bombę, która eksplodowała 150 m nad celem z siłą 23 kiloton. Pięć jednostek zostało zatopionych. Dwa transportowce zatonęły natychmiast, dwa niszczyciele w ciągu kilku godzin, japoński krążownik następnego dnia.
Część z obecnych 114 dziennikarzy wyrażała rozczarowanie efektem bombardowania. Gazeta „New York Times” donosiła przedwcześnie, że „tylko dwa zatonęły, jeden wyrzucony na mieliznę, a osiemnaście uszkodzonych”. Następnego dnia „Times” zamieścił wyjaśnienie sekretarza marynarki Jamesa Forrestala, że „ciężko opancerzone okręty wojenne trudno zatopić dopóki nie uzyska się poważnych trafień poniżej linii wodnej”.
Główną jednakże przyczyną mniejszej – niż się spodziewano – efektywności bomby było to, że eksplodowała ona ok. 700 metrów na północny zachód od wyznaczonego celu. Stało się to przyczyną oskarżeń i rządowego dochodzenia, zaś podejrzaną była załoga bombowca B-29. W końcu uznano, że zniesieniu bomby z celu winna była usterka w usterzeniu bomby i załoga została uniewinniona.
Owym wyznaczonym celem był pancernik „Nevada”, który – dla ułatwienia celowania – pomalowano na czerwono, zaś lufy dział i nadburcia na biało. Ustawiony został w samym centrum okrętów-celów. W odległości 400 metrów od „Nevady” znajdowało się osiem spośród nich. Gdyby bomba eksplodowała nad „Nevadą” – jak planowano – zatonęłoby przypuszczalnie dziewięć okrętów, w tym dwa pancerniki i lotniskowiec. Rzeczywiste miejsce eksplozji znalazło się na północny zachód od celu, a najbliżej znajdował się transportowiec „Gilliam”.

### Rozmieszczenie celów dla testu „Able”
| # | Nazwa          | Typ                      | Odległość |
| - | -------------- | ------------------------ | --------- |
| 5 | USS „Gilliam”  | transportowiec           | 50        |
| 9 | „Sakawa”       | lekki krążownik japoński | 420       |
| 4 | USS „Carlisle” | transportowiec           | 430       |
| 1 | USS „Anderson” | niszczyciel              | 600       |
| 6 | USS „Lamson”   | niszczyciel              | 760       |

| #  | nazwa                | Typ              | Odległość |
| -- | -------------------- | ---------------- | --------- |
| 40 | USS „Skate”          | okręt podwodny   | 400       |
| 12 | YO-160               | zbiornikowiec    | 520       |
| 28 | USS „Independence”   | lotniskowiec     | 560       |
| 22 | USS „Crittenden”     | transportowiec   | 595       |
| 32 | USS „Nevada”         | pancernik        | 615       |
| 3  | USS „Arkansas”       | pancernik        | 620       |
| 35 | USS „Pensacola”      | ciężki krążownik | 710       |
| 11 | ARDC-13              | dok pływający    | 825       |
| 23 | USS „Dawson”         | transportowiec   | 855       |
| 38 | USS „Salt Lake City” | ciężki krążownik | 895       |
| 27 | USS „Hughes”         | niszczyciel      | 920       |
| 37 | USS „Rhind”          | niszczyciel      | 1012      |
| 49 | LST-52               | okręt desantowy  | 1530      |
| 10 | USS „Saratoga”       | lotniskowiec     | 2265      |

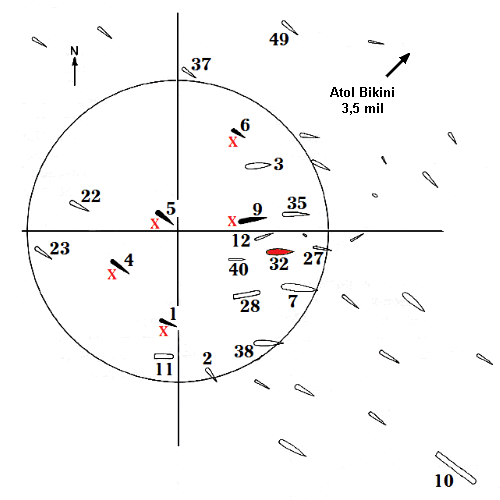
Rozmieszczenie celów na lagunie atolu Bikini dla testu „Able” w ramach operacji Crossroads. Połowa jednostek znalazła się poza terenem obrazowanym przez mapę. Pięć celów oznaczonych czerwonymi „iksami” zostało zatopionych. Tabele (po lewej) zawierają numerację celów. Okrąg oznacza odległość 1000 metrów od miejsca eksplozji. Zamierzonym centrum był okręt oznakowany jako #32, pancernik „Nevada”, który pomalowano na czerwono, by ułatwić lotnikom zadanie. Jednak bomba eksplodowała bliżej statku #5, transportowca USS „Gilliam”. Wszystkie okręty podwodne – cele znajdowały się na powierzchni.

Oprócz pięciu jednostek, które zatonęły, czternaście innych odniosło mniej lub bardziej poważne uszkodzenia, w większości spowodowanych falą uderzeniową. Wszystkie, prócz trzech, znajdowały się w promieniu 1000 metrów od centrum. W tym kilometrowym kręgu rażenia czynnikiem decydującym była orientacja poszczególnych celów w stosunku do miejsca detonacji. Na przykład zatopiony okręt #6, niszczyciel USS „Lamson”, znajdował się dużo dalej niż siedem jednostek, które utrzymały się na wodzie. „Lamson” był ustawiony bokiem i odebrał całe uderzenie na bakburtę, podczas gdy siedem bliższych zakotwiczono rufami w kierunku do wybuchu, co uchroniło najbardziej wrażliwe fragmenty kadłubów.
Jedynym dużym okrętem znajdującym się w kilometrowym promieniu, który odniósł relatywnie niewielkie uszkodzenia, był japoński pancernik „Nagato” (oznakowany jako #7). Potężnie zbudowana rufa, którą był ustawiony w kierunku do wybuchu, dała mu częściową ochronę. Właściwą ocenę uszkodzeń utrudniały nienaprawione zniszczenia z okresu II wojny światowej i ich niepełna dokumentacja. Jako okręt, z którego pokładu wydano historyczny rozkaz ataku na Pearl Harbor, „Nagato” został zakotwiczony bardzo blisko planowanego miejsca eksplozji, co miało gwarantować jego zatonięcie. Skoro bomba „Able” ominęła ten cel, symbolicznego zatopienia miał dostarczyć wybuch bomby „Baker”.
Poważne uszkodzenia celu #10, lotniskowca „Saratoga”, znajdującego się ponad milę od wybuchu, spowodował pożar. Na potrzeby testu, wszystkie statki i okręty miały realistyczne ilości paliwa, amunicji i wyposażenia, w tym także samoloty. „Saratoga”, w odróżnieniu od innych okrętów, miał pokłady i hangary zastawione samolotami, których zbiorniki zawierały wysoce łatwopalne paliwo lotnicze. Dość długo trwający pożar został jednak ugaszony i lotniskowiec utrzymał się na powierzchni, by zostać ponownie użyty w teście „Baker”.
Przy użyciu bomby nuklearnej przeciwko „miękkim celom” jak Hiroszima, nic, co znalazłoby się tak blisko wybuchu jak „Saratoga”, w granicach 3000-metrowego zasięgu zabójczej kuli ognia, nie mogłoby przetrwać, jednak okręty wojenne – poza lotniskowcami – są szczególnie odporne na ogień wybuchu.

### Radiacja

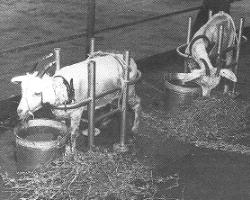
Użycie żywych zwierząt podczas testów operacji Crossroads wywołało krytykę w mediach. Koza #53, unieruchomiona na pokładzie USS „Nevada”, zdechła dwa dni po wybuchu „Able”

Podobnie jak trzy poprzednie wybuchy nuklearne – „Trinity”, „Little Boy” (Hiroszima) i „Fat Man” (Nagasaki) – wybuch „Able” nastąpił nad powierzchnią ziemi wystarczająco wysoko, by posłać cząstki radioaktywne wysoko do stratosfery, gdzie stały się częścią ogólnego – a nie lokalnego – zagrożenia. Wybuchy w atmosferze oficjalnie uznawano za „samooczyszczające się”. Opad lokalny określono jako „nieistotny”; wystąpiło trwające kilka sekund promieniowanie gamma.
Wiele bliskich celów otrzymało sporą dawkę promieniowania przenikliwego, co mogłoby zabić wszystkich członków załogi, natomiast same statki nie stały się radioaktywne w wyniku skażenia promieniotwórczego. Wystąpiła jednak aktywacja neutronowa niektórych materiałów, głównie pochodzenia organicznego, co określono jako „niewielki problem” (zgodnie z ówczesnymi poglądami).
W dzień po eksplozji na niemal wszystkie okręty, które przetrwały atak, wróciły załogi manewrowe dla dokonania inspekcji, ewentualnej dekontaminacji, pobrania danych z instrumentów pomiarowych oraz przygotowania okrętów do testu „Baker”.
57 świnek morskich, 109 myszy, 146 świń, 176 kóz i 3030 białych szczurów rozmieszczono na 22 okrętach-celach w miejscach zwykle zajmowanych przez ludzi. Dziesięć procent zwierząt zabił podmuch uderzeniowy, piętnaście procent promieniowanie przenikliwe, a kolejne dziesięć procent zdechło w trakcie późniejszych eksperymentów laboratoryjnych. 35% wszystkich zwierząt zginęło w wyniku czynników rażenia wybuchu.
Znaczny odsetek zwierząt doświadczalnych, które przeżyły test, miał związek z krótkotrwałym promieniowaniem. Wszystkie szczury zostały rozmieszczone na zewnątrz spodziewanej „strefy śmierci”, by można było na nich w okresie późniejszym prowadzić badania nad ewentualnymi mutacjami pokoleń popromiennych. Z faktu, że szczury stanowiły 86% wszystkich zwierząt wynika, że bardzo niewiele świń, kóz i świnek morskich przetrwało.
Jakkolwiek bomba „Able” minęła swój główny cel – pancernik „Nevada” – o około 800 metrów i nie zatopiła ani nie skaziła promieniotwórczo samego okrętu, koza #119, umieszczona wewnątrz mocno opancerzonej wieży działowej, otrzymała taką dawkę promieniowania, że zdechła cztery dni później z objawami choroby popromiennej. Gdyby „Nevada” była obsadzona ludzką załogą, wszyscy musieliby zginąć.

## TestBaker– 25 lipca

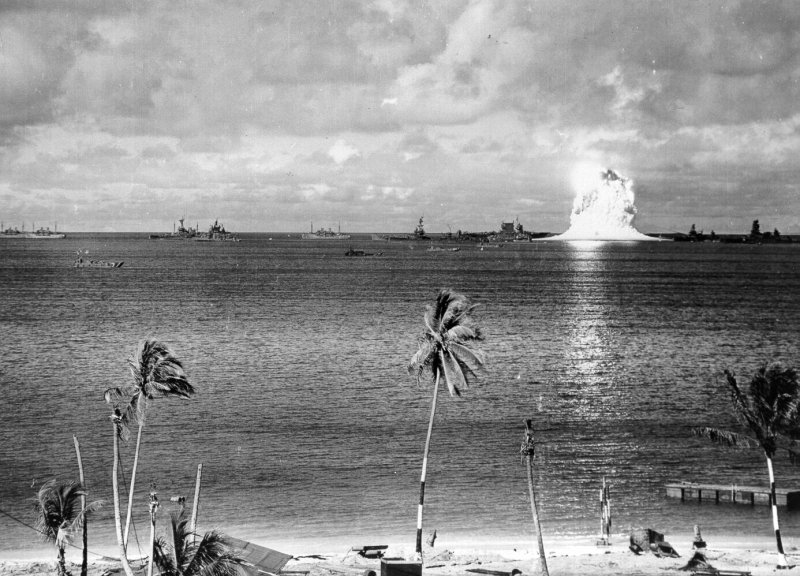
4 milisekundy po wybuchu

Wybuch Baker, około 1 sekundy po wybuchu. Biały krąg na wodzie („crack”) powstaje najprawdopodobniej w wyniku odbicia wodnej fali uderzeniowej od powierzchni wody, chmura Wilsona zasłania chwilowo kolumnę, jej najwyższe fragmenty wystają z chmury

Tym razem bomba została umieszczona pod okrętem desantowym USS LSM-60 zakotwiczonym w samym centrum flotylli okrętów-celów. Baker została zdetonowana 27 m poniżej powierzchni wody, w połowie głębokiej na 54 m laguny. Godzina How/Mike nastąpiła o 8.35. Dających się zidentyfikować szczątków LSM-60 nigdy nie znaleziono. Dziewięć jednostek zatonęło, dziesiąta – poniemiecki ciężki krążownik – zatonął dopiero w grudniu – w pięć miesięcy po wybuchu – bowiem radioaktywność nie pozwoliła na dokonanie napraw przecieków kadłuba.
Zdjęcia wybuchu Baker są wyróżniające się wśród fotografii wielu eksplozji nuklearnych. Oślepiający błysk, jaki zazwyczaj towarzyszy wybuchowi, nastąpił pod powierzchnią wody i był prawie niewidoczny. Czysty obraz okrętów-celów oddaje sens odmienności tego testu. Ogromna chmura Wilsona i pionowa kolumna wody pozwalają łatwo odróżnić Baker od wszystkich pozostałych eksplozji. Najsłynniejsze zdjęcie ukazuje pancernik „Arkansas” o wyporności 27 tys. ton i długości 190 m, podniesiony niemal do pionu na tle północnej ściany kolumny wody.
Podobnie jak po wybuchu Able, wszystkie cele w promieniu 1000 m zostały zniszczone lub poważnie uszkodzone, ale tym razem uderzenie przyszło z dołu, a uszkodzenia spowodowała fala uderzeniowa rozchodząca się w wodzie, a nie w powietrzu. Jednak największą różnicę pomiędzy tymi dwoma wybuchami stanowiło skażenie promieniotwórcze wszystkich celów i otoczenia przez bombę Baker.

### Rozmieszczenie celów dla testuBaker
| #  | Nazwa                    | Typ                | Odległość |
| -- | ------------------------ | ------------------ | --------- |
| 50 | USS LSM-60               | okręt desantowy    | 0         |
| 3  | USS „Arkansas” (BB-33)   | pancernik          | 170       |
| 8  | USS „Pilotfish” (SS-386) | okręt podwodny     | 363       |
| 10 | USS „Saratoga” (CV-3)    | lotniskowiec       | 450       |
| 12 | YO-160                   | Zbiornikowiec      | 520       |
| 7  | „Nagato”                 | pancernik japoński | 770       |
| 41 | USS „Skipjack” (SS-184)  | okręt podwodny     | 800       |
| 2  | USS „Apogon” (SS-308)    | okręt podwodny     | 850       |
| 11 | ARDC-13                  | dok pływający      | 1150      |
| 36 | „Prinz Eugen”            | ciężki krążownik   | 1800      |

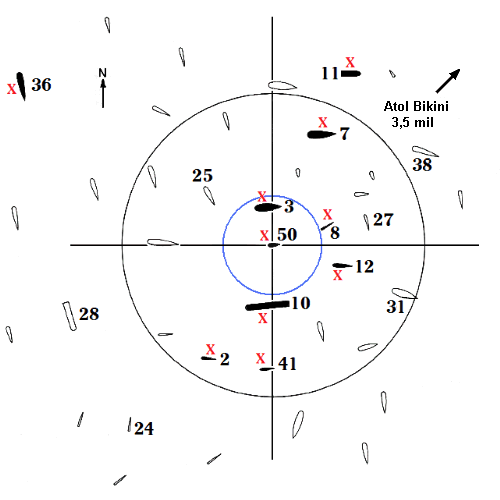
Rozmieszczenie celów na lagunie atolu Bikini w teście Baker w operacji Crossroads. Połowa jednostek znalazła się poza terenem obrazowanym przez mapę. Dziesięć celów oznaczonych czerwonymi „iksami” zostało zatopionych. Tabela (po lewej) zawiera numerację tych celów. Czarny okrąg oznacza odległość 1000 metrów od miejsca eksplozji. Zamierzonym centrum był okręt oznakowany jako #50. Niebieski okrąg, 330 metrów od celu, oznacza krawędź wodnego krateru wytworzonego przez siłę ssącą wybuchu, jak również zewnętrzną granicę kolumny wodnej, która objęła „Arkansas”. Okręty podwodne były w zanurzeniu, USS „Pilotfish” (SS-386), cel #8, na głębokości 19 m, a USS „Apogon” (SS-308), cel # 2, na głębokości 30 m

Poniemiecki krążownik ciężki „Prinz Eugen” przetrwał oba wybuchy, ale został tak silnie skażony promieniotwórczo, że naprawa powstałych przecieków była niemożliwa. We wrześniu 1946 okręt został przeholowany do atolu Kwajalein, gdzie na płytkich wodach laguny w pięć miesięcy po zakończeniu testu, w dniu 22 grudnia 1946 roku przewrócił się na burtę i zatonął. Wrak leży tam do dziś, z jedną ze śrub wciąż wystającą nad powierzchnię wody.
Okręt podwodny USS „Skipjack” (SS-184) był jedynym zatopionym okrętem, jaki odzyskano. Został wydobyty, odholowany do Kalifornii i ponownie zatopiony w dwa lata później jako okręt-cel.
Trzy inne okręty w stanie bliskim zatonięciu odholowano ku brzegom wysp atolu i osadzono na mieliźnie: transportowiec USS „Fallon” (APA-81), cel #25; niszczyciel USS „Hughes” (DD-410), cel #27; okręt podwodny USS „Dentuda” (SS-335), cel #24. „Dentuda” będąc w zanurzeniu uniknął najsilniejszego napromieniowania, więc został pomyślnie odkażony, wyremontowany i nawet na krótko przywrócony do służby w US Navy.

### Przebieg testu
Wybuch bomby Baker był w skutkach tak odmienny w przebiegu od czterech uprzednich eksplozji nuklearnych, że obserwatorzy nie potrafili jednoznacznie opowiedzieć co działo się przez 5 sekund od wybuchu, w dwa miesiące później zwołano specjalną konferencję dla ustalenia nomenklatury i zdefiniowania kolejnych etapów eksplozji w celu jednoznacznego opisu i analizy zjawiska.
Na początku wybuchu w powietrzu obserwuje się jasny oślepiający błysk szybko rosnącej kuli ognia, w tym wybuchu błysk trwał kilka tysięcznych części sekundy. Podwodna eksplozja przybrała formę gwałtownie rosnącego gorącego gazowego bąbla z ogromnym ciśnieniem w nim, prącego wodę we wszystkich kierunkach, jak górna część bąbla wzniosła się nad powierzchnię wody jego jasność szybko spadła. Rozszerzający się bąbel parł na wodę wytwarzając naddźwiękową, wodną falę uderzeniową, zdolną do kruszenia kadłubów okrętów, które znalazły się w jej zasięgu. Woda, będąc niemal nieściśliwym materiałem, jest bardzo dobrym medium dla fali ciśnienia, szacuje się, że w odległości około pół kilometra od centrum ciśnienie mogło sięgać 100 atm. Z wyjątkiem samego początku gdy miała prędkość znacznie większą, fala uderzeniowa rozchodziła się z prędkością dźwięku w wodzie, która wynosi 1500 m/s, niemal pięć razy szybciej niż w powietrzu. Na powierzchni fala uderzeniowa była widoczna w postaci szybko poszerzających się ciemnych kręgów na wodzie, którą określono jako „gładź” (ang. slick) bowiem przypominała gładką powierzchnię plamy ropy. W początkowej fazie tuż za „gładzią” formował się pas białej wody, co nazwano „pęknięciem” (ang. crack).

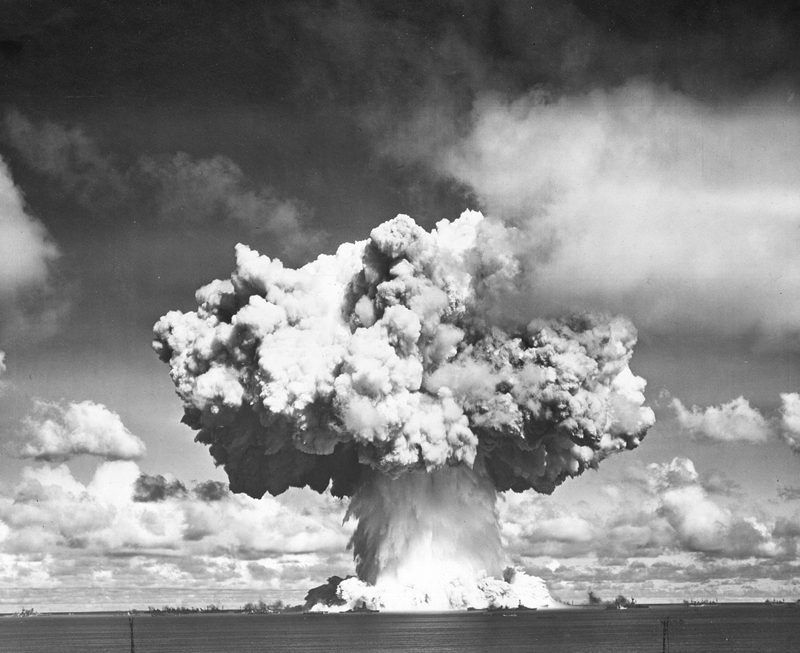
Chmura Wilsona zniknęła, a kalafior na szczycie kolumny to radioaktywna woda, której 2 mln ton runą za chwilę do laguny

Gdy średnica gazowego bąbla zrównała się z głębokością laguny (60 metrów), nastąpiło równoczesne uderzenie w dno i ponad powierzchnię. Na dnie bąbel zaczął drążyć krater, głęboki na 10 metrów i o średnicy blisko 700 metrów. Nad powierzchnią, parta siłą eksplozji woda, nie zatrzymywana już bezwładnością wody, wytrysnęła w górę niczym gejzer utworzyła coś na kształt „kopuły”. Od detonacji upłynęły cztery milisekundy.
Charakterystyczny dla wybuchów naziemnych grzyb atomowy nie pojawił się; prawie nic z produktów rozszczepienia nie przedostało się bezpośrednio do atmosfery. Promieniowanie przenikliwe emitowane w momencie wybuchu zostało pochłonięte przez wodę.
W ciągu pierwszej pełnej sekundy rosnący bąbel wyparł całą wodę w promieniu około 170 metrów wyrzucając w ją górę. Rosnący z prędkością 800 m/s bąbel przekształcił wodną kopułę i wypieraną wodę w pusty wewnątrz cylinder, wysoki na 2000 metrów, średnicy 700 metrów i o ścianach grubości 100 metrów, nazwany kolumną, zawierający około 2 milionów ton wody.
Gdy tylko hydrauliczna fala uderzeniowa zetknęła się z powietrzem, zaczęła tworzyć naddźwiękową, atmosferyczną falę uderzeniową. Powstały za jej czołem obszar podciśnienia spowodował powstanie gęstej mgły kondensacyjnej, tzw. chmury Wilsona, która zasłoniła rosnącą kolumnę, uniemożliwiając obserwację przez 2 sekundy. Następnie chmura Wilsona zmieniła kształt na półkolisty, oderwała się od powierzchni wody, by na koniec – jako coraz cieńszy i o coraz większej średnicy pierścień – zniknąć, wówczas ukazała się kolumna w całej okazałości.
Able również wytworzył chmurę Wilsona, ale wysoka temperatura w centrum wybuchu wysuszyła ją niemal natychmiast.
W chwili, gdy chmura Wilsona zaczęła się kształtować, kolumna przestała wznosić się i rosnąć, a gdy zniknęła, szczyt kolumny przybrał kształt „kalafiora”, a cały pył wodny kolumny rozpoczął ruch powrotny ku powierzchni laguny. Aczkolwiek „głowa kalafiora” była podobna do chmury jednak w rzeczywistości była pełna wody jak szczyt gejzeru. Na kształtowanie się kolumny miało wpływ początkowo ogromne ciśnienie, malejące wraz ze wzrostem bąbla, odbicie fali ciśnienia od dna. W ostatniej fazie wzrostu bąbel wyrzucał wodę nisko i ukośnie.
Zaburzenia wywołane eksplozją wytworzyły serię fal porównywanych obecnie do tsunami. Pierwsza z nich utworzona przez rosnący bąbel, w 11 sekund po detonacji znalazła się w odległości 300 m od punktu „0” mając wysokość ponad 30 metrów, w tej odległości pierwsza fala była najwyższa, miała niestabilny kształt, poruszała się z prędkością około pięciu kilometrów na godzinę, za nią podążała seria kolejnych fal. Oddalając się fale traciły wysokość, a w wyniku dyspersji i nakładania się kolejnych na poprzednie w odległości 7000 metrów, dziewiąta fala z serii była najwyższa i miała około 2 metrów. Na plaży wysp Bikini odległych o około 8 km, naliczono od piętnastu do dwudziestu fal, wysokość najwyższej oszacowano na 5 metrów. Fale nie wywołały większych zniszczeń, wywołały niewielkie erozje i powodzie, wyrzuciły na brzeg łodzie i pojazdy desantowe oraz wypełniły je piaskiem.
Dwanaście sekund po wybuchu opadająca woda kolumny zaczęła tworzyć wysoką na 300 metrów „falę bazową” (ang. base surge, w sejsmologii odpowiednik tzw. lLahara). Fala bazowa wyglądała jak wielka fala wody, ale faktycznie
była pędzącą masą rozpylonej wody, mgły, resztek bomby, materiału uniesionego z dna morskiego i powietrza. Chmura ta niesiona podmuchem unosiła się i rozszerzała z początkową prędkością ponad półtora kilometra na minutę, ale wraz z powiększaniem się zwalniała. Po 4 minutach zewnętrzny promień obłoku osiągnął 6 km i wysokość 600 metrów. Następnie stopniowo odrywała się od powierzchni wody i zaczęła łączyć się z radioaktywną chmurą i naturalnymi chmurami na niebie. Po około 5 minutach, fala bazowa przybrała wygląd chmur stratocumulus, niesiona była z wiatrem wywołując umiarkowany do intensywnego deszcz, trwający przez prawie godzinę. Fala bazowa złączona z chmurą radioaktywną wybuchu jest nośnikiem substancji radioaktywnych, które w zależności od warunków atmosferycznych mogą być przeniesione nawet na duże odległości.
Odmiennie niż zwykła fala morska, fala bazowa przewaliła się nie pod, a nad okrętami i to z ogromną prędkością. Fala bazowa nie wyrządziła zniszczeń mechanicznych, ale ze wszystkich skutków, jakie niósł ze sobą wybuch, miała największe znaczenie dla większości celów, ponieważ pokryła je radioaktywną warstwą, która okazała się niemożliwa do usunięcia.
Większość materiałów wyrwanych z dna przez wybuch i ruch wody zmieszanych z wodą osiadła na dnie w ciągu kilku godzin. Ale tysiące ton osadów pozostało zawieszonych w wodzie, nawet po dwóch tygodniach, woda nadal zawierała zawiesiny minerałów.

### Radioaktywność produktów rozszczepienia jądrowego

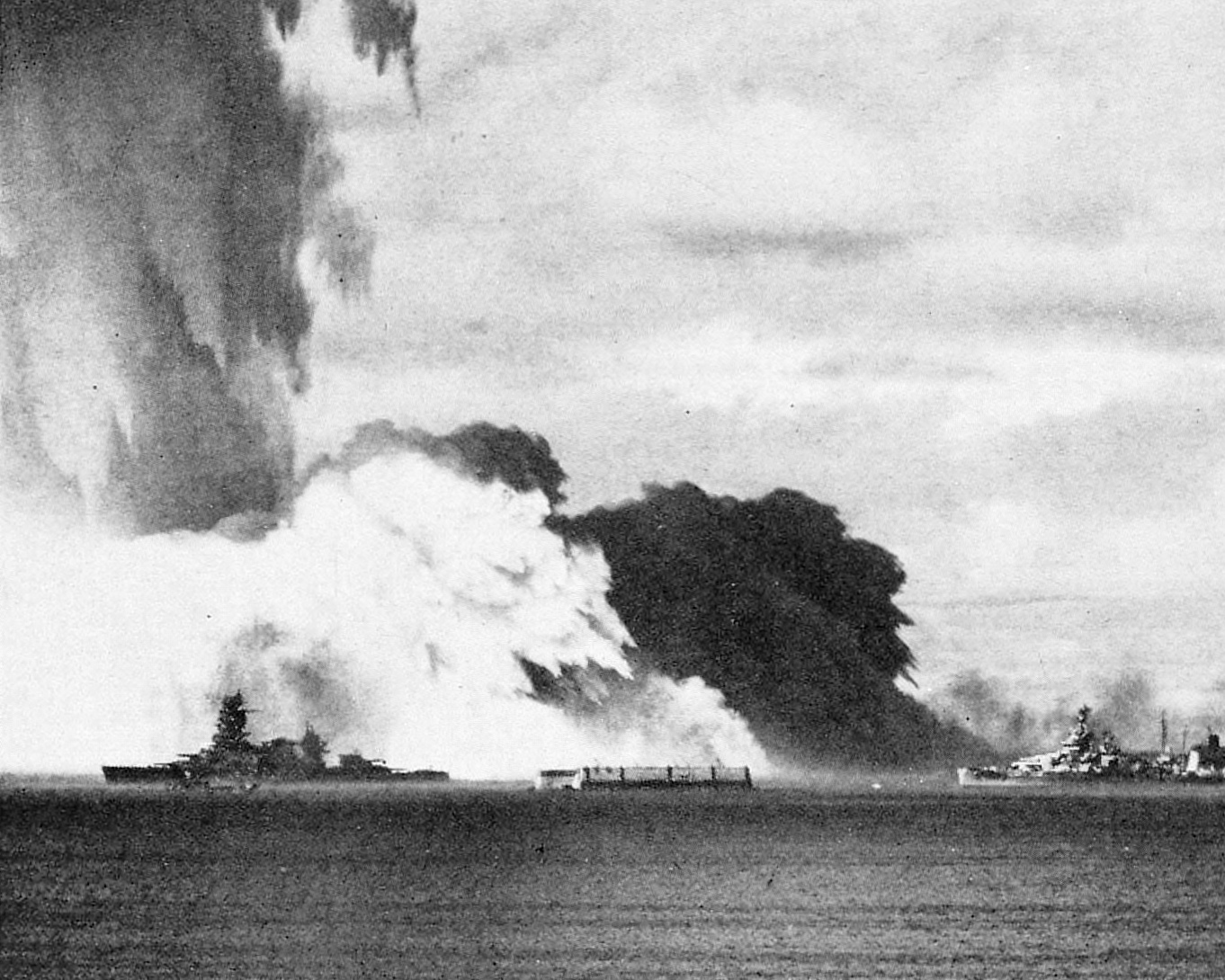
Podczas opadania kolumny wodnej radioaktywna „fala bazowa” zaczęła posuwać się w stronę okrętów-celów. Okręt na pierwszym planie po lewej, to 240-metrowy japoński pancernik „Nagato”

Baker było pierwszą eksplozją nuklearną, która nastąpiła na tyle blisko powierzchni, aby utrzymać produkty przemian jądrowych w lokalnym środowisku. Nie zaszło zjawisko samooczyszczenia przez rozproszenie. W efekcie nastąpiło silne skażenie radioaktywne laguny i okrętów stanowiących cel. Jakkolwiek było to przewidywane, spowodowało dużo większe problemy niż oczekiwano.
Eksplozja Baker wytworzyła ok. kilograma produktów przemian jądrowych, co było równoważne z radioaktywnością setek ton radu. Produkty rozszczepienia zostały wymieszane z dwoma milionami ton pyłu wodnego i piasku z dna morza i uniesione w formie aerozolowej kolumny o kształcie kalafiora, po czym to wszystko opadło z powrotem na lagunę. Większość tej mieszaniny pozostała na lagunie i osiadła na jej dnie lub została przeniesiona do morza przez wewnętrzne pływy w lagunie i prądy powstające w wyniku wiatru.
Mała część skażonego aerozolu została z powrotem wyrzucona do atmosfery jako wspomniana fala bazowa. W odróżnieniu od chmury Wilsona, zjawiska meteorologicznego zachodzącego w czystym powietrzu, fala bazowa była gęstym obłokiem radioaktywnej mgły, która otaczała okręty-cele pokrywając ich powierzchnie produktami rozpadu. Kiedy mgła fali bazowej wyparowała, ta ostatnia stała się niewidzialna lecz w dalszym ciągu wędrowała dalej skażając okręty rozmieszczone nawet kilkanaście mil od miejsca detonacji.
Bezzałogowe łodzie-sondy były pierwszymi statkami, które wpłynęły do laguny. Ich instrumenty pokładowe umożliwiły dokonanie zdalnych pomiarów poziomu radiacji. Kiedy okręty wsparcia wpłynęły do laguny w celu dokonania oceny sytuacji, odkażania i działań ratowniczych, mogły uniknąć najbardziej skażonych miejsc laguny, wcześniej wykrytych przez łodzie-sondy.
Normy ekspozycji na promieniowanie dla personelu były takie same jak te stosowane przy teście Trinity, tj. 0,7 rentgena na dobę. Z powodu tego ograniczenia pierwszego dnia można było wejść tylko na pięć najbardziej odległych od centrum wybuchu okrętów. Bliżej położone zostały poddane płukaniu przez okręty pożarnicze z użyciem wody morskiej i piany gaśniczej. Pierwsze płukanie zmniejszyło radioaktywność o połowę, lecz kolejne nie przyniosły już efektu. W przypadku większości okrętów, aby wejść na ich pokłady trzeba było poczekać aż najbardziej nietrwałe radioizotopy ulegną rozpadowi; na ostatni z okrętów-celów można było wejść dopiero po dziesięciu dniach.
W czasie pierwszych sześciu dni po Baker, kiedy poziom radioaktywności był największy, 4900 osób zostało zaokrętowanych na okręty-cele. Marynarze próbowali oczyścić je przy pomocy szczotek, wody, mydła i ługu. Nie przynosiło to efektu, nieskuteczne okazało się nawet piaskowanie do gołego metalu.

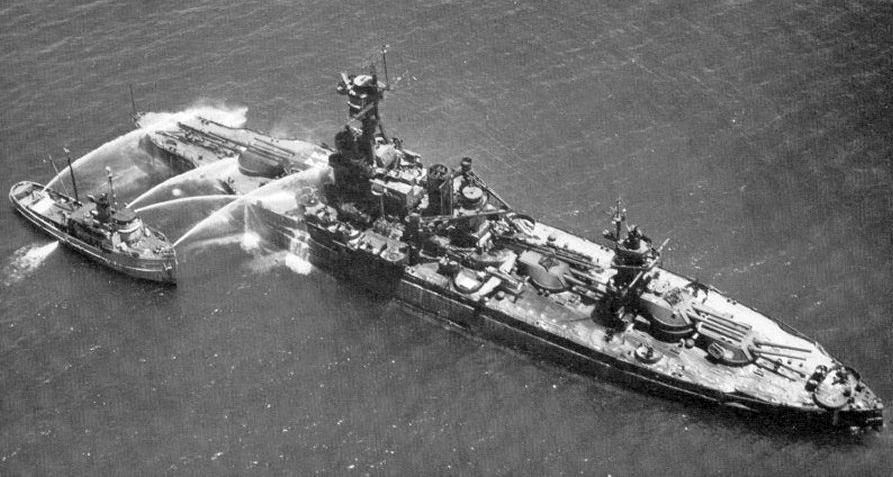
Okręt pożarniczy floty próbuje oczyszczać skażony pancernik USS „New York” radioaktywną wodą z laguny. Okręt znajdował się poza strefą bezpośredniego rażenia

### Radioaktywność wtórna i pluton
Eksplozja Baker wyemitowała do otoczenia około dwukrotnie więcej wolnych neutronów niż liczba rozszczepień jąder. W czasie wybuchu w atmosferze większość tych neutronów jest absorbowanych przez rozgrzane powietrze, które unoszone jest do stratosfery zabierając z sobą produkty rozszczepienia i nieprzetworzony pluton. Podczas podwodnej eksplozji Bakera neutrony zostały pochłonięte przez wodę laguny. Z czterech głównych pierwiastków zawartych w wodzie morskiej – wodoru, tlenu, sodu i chloru – tylko sód staje się radioaktywny w wyniku zderzenia jego jądra z neutronem. Powszechnie występujący sód-23 ulega przemianie w radioaktywny sód-24 mający czas połowicznego rozpadu równy 15 godzinom (w ciągu sześciu dni intensywność jego radiacji zmniejszyła się tysiąckrotnie, ale początkowa radiacja jest bardzo wysoka).
W wyniku wybuchu powstała jedynie niewielka ilość radioaktywnego sodu, lecz odmiennie od produktów rozszczepień, które – jako ciężkie – osiadały na dnie laguny, sód pozostał składnikiem wody. Skaził kadłuby i systemy zasysania wody morskiej statków flotylli pomocniczej, które weszły do laguny, jak również wodę użytą do oczyszczania celów.
Ostatecznie nieco ponad 5 kg plutonu, który nie został poddany rozpadowi, zmieszało się z kilogramem produktów rozszczepień. Pluton wytwarza promieniowanie alfa, które nie przenika skóry i nie stwarza zagrożenia dopóki nie zostanie wchłonięte poprzez drogi oddechowe lub system trawienny. Nie mogło być wykryte przez czujniki używane przez marynarzy, którzy weszli na pokłady okrętów-celów, ale uznano, że skoro promieniowanie gamma nie zostało wykryte, pluton również nie powinien występować. Sprawa obecności plutonu wróciła w przypadku niemieckiego ciężkiego krążownika „Prinz Eugen”.

### USS „Arkansas”

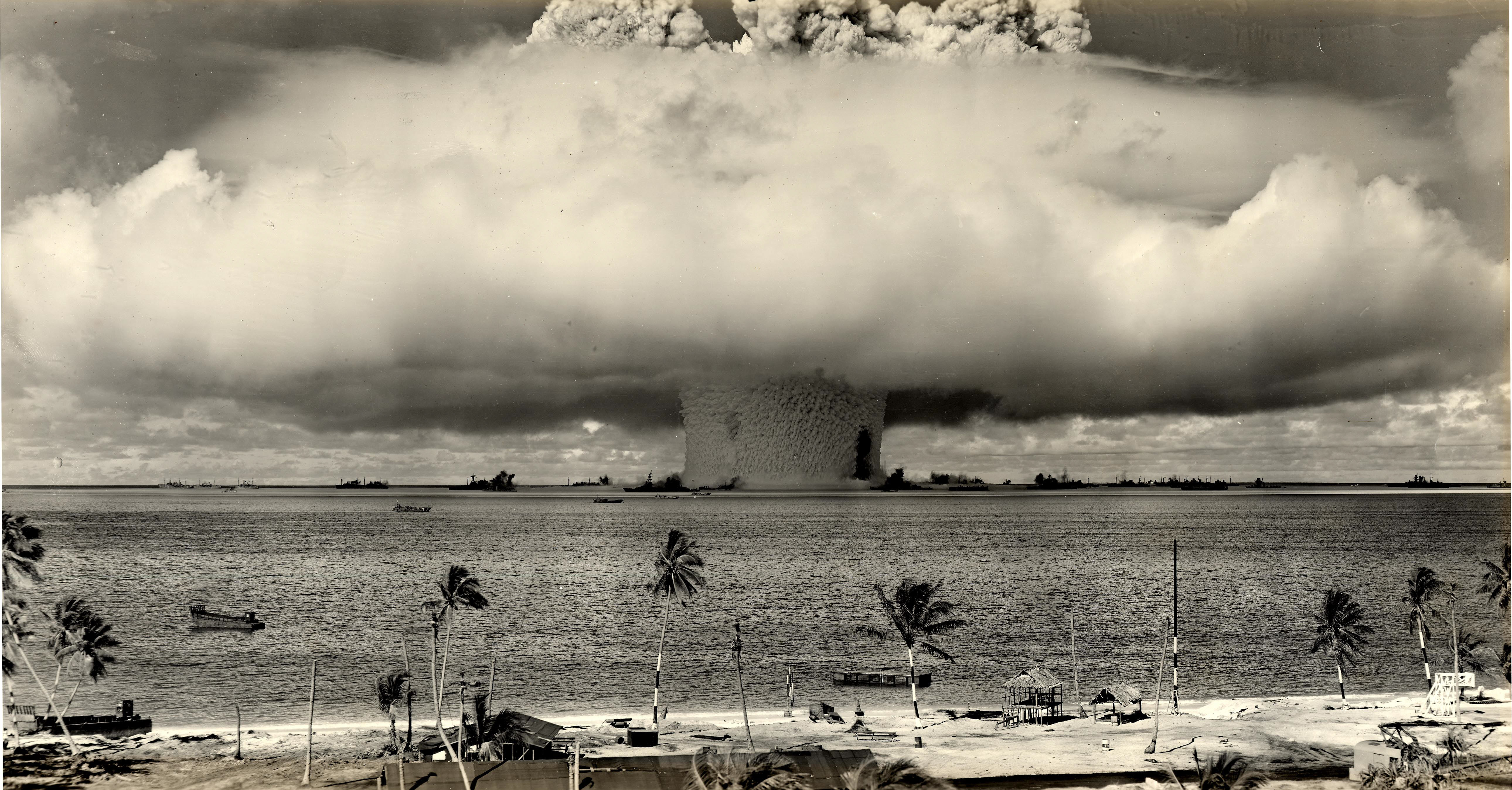
Najbardziej znane zdjęcie wybuchu Baker. Chmura Wilsona podniosła się ukazując w pełni uformowaną kolumnę z pancernikiem „Arkansas” – po prawej (ciemny pionowy prostokąt) – wpadającym do środka jej północnej ściany

Pancernik USS „Arkansas” był okrętem najbliższym bombie, nie licząc jednostki, pod którą została podwieszona. Fala uderzeniowa zmiażdżyła prawą stronę kadłuba i przewróciła pancernik na lewą burtę, odrywając obie prawoburtowe śruby, ster i fragment rufy, skracając kadłub o około 8 metrów. Niektóre okręty-cele miały zamontowane instrumenty pomiarowe; jeśli na „Arkansas” znajdowały się podobne urządzenia, nigdy nie zostały odzyskane. Zupełnie nie wiadomo, co działo się z pancernikiem w ciągu dwóch sekund, kiedy chmura Wilsona blokowała widok.
186-metrowy pancernik był trzykrotnie dłuższy niż głębokość laguny. Gdy chmura Wilsona podniosła się, „Arkansas” znajdował się w niemal pionowej pozycji, najwyraźniej z dziobem wbitym w dno i skróconą rufą wznoszącą się na wysokość 120 metrów. Nie mogąc zatonąć pionowo w dół w płytkich wodach laguny, pancernik przewrócił się dnem do góry znikając w powybuchowej kolumnie pyłu wodnego.
Jeszcze w tym samym roku okręt oglądali nurkowie Marynarki; leżał do góry dnem opierając się dziobem o krawędź krateru z rufą bliżej jego centrum. Nie widać było ani nadbudówek, ani głównych dział artylerii okrętowej. Pierwszy nurek, który dotarł do „Arkansas” pogrążył się po pachy w radioaktywnym mule. Gdy w latach 1989 i 1990 pojawili się w tym miejscu nurkowie z National Park Service dno stanowił twardy, zbity piach, a muł zniknął. Widzieli lufy dział dziobowych wież, których nie było widać w roku 1946.
Wszystkie wielkie okręty wojenne mają ciężkie nadbudówki, więc najczęściej po zatonięciu przewracają się do góry dnem. Również „Arkansas” osiadł do góry dnem, ale wykonane w roku 1989 przez nurków rysunki wraku nie pokazują w ogóle prawej strony kadłuba, z czego wynikałoby, że okręt leży na burcie. Widoczna jest większość lewej strony, która jest poważnie zgnieciona.
Nadbudówki nie znaleziono. Albo została oderwana od kadłuba i zmieciona, albo leży pod kadłubem, zmiażdżona i zagrzebana w piasku, który częściowo wypełnił krater. Jedynym otworem dostępnym dla nurków, chcących spenetrować wnętrze okrętu, jest ciasna szczelina w lewoburtowej kazamacie, tzw. aircastle. Nurkowie z Park Service – przed próbą dostania się do wnętrz „Arkansas” – ćwiczyli na identycznej kazamacie pancernika-muzeum USS „Texas”.

### Lotniskowce

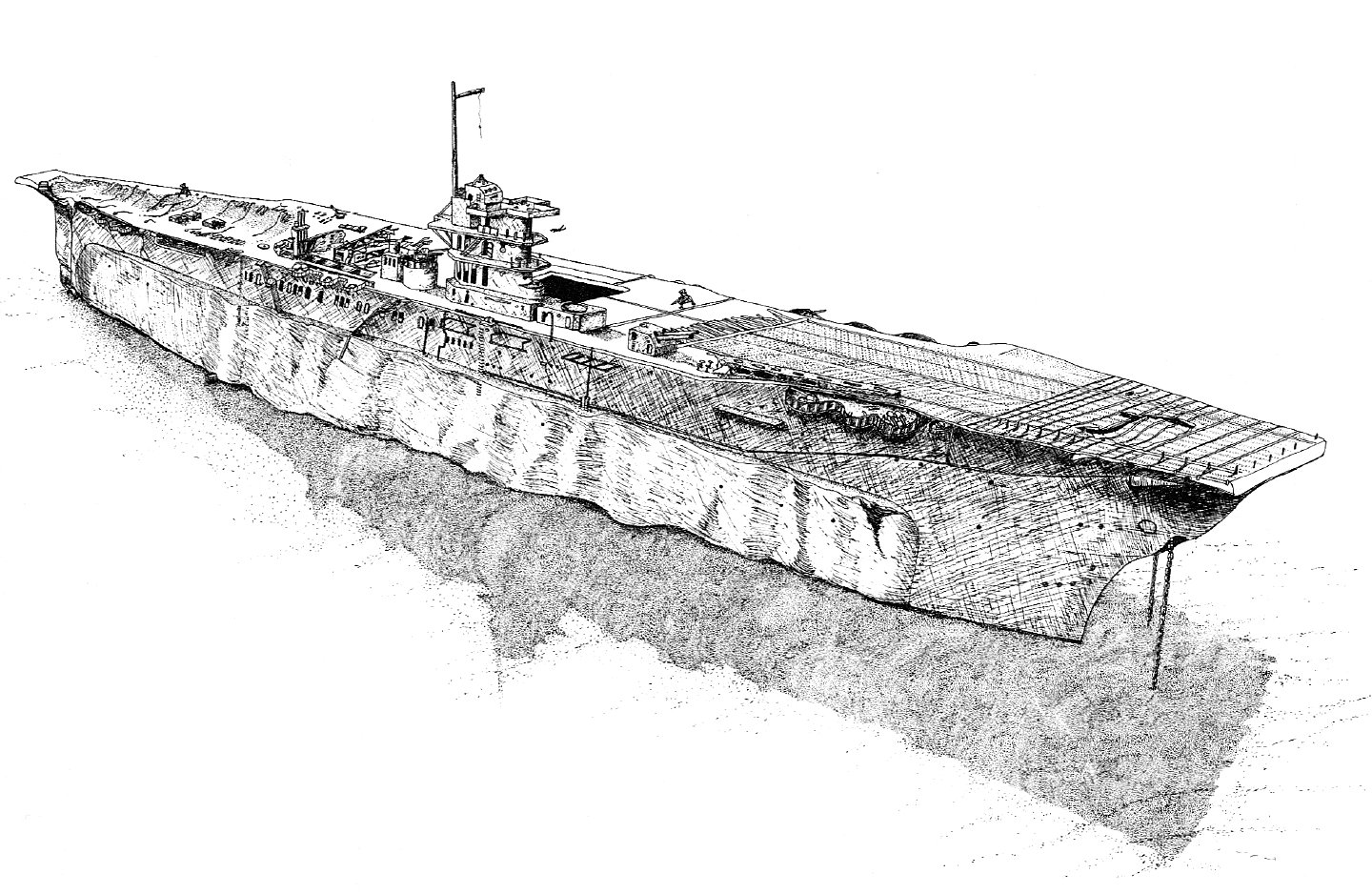
Szkic sporządzony przez nurków ukazujący USS „Saratoga” na dnie laguny

Lotniskowiec USS „Saratoga” zatonął w osiem godzin po wybuchu, który spowodował liczne przecieki kadłuba. Zaraz po przejściu fali uderzeniowej nadeszło tsunami, które podniosło rufę 12 m, a dziób 10 m w górę, co spowodowało serię gwałtownych przechyłów bocznych, na skutek czego zrzucone zostały do morza zamocowane samoloty (pięć), a wielki komin lotniskowca runął na pokład. Okręt znajdował się poza kolumną, ale na tyle blisko wybuchu, by znaleźć się w opadzie radioaktywnej wody kalafiora i fali bazowej.
Admirał Blandy nakazał holownikom odciągnięcie lotniskowca ku wysepce Enyu i osadzenie na mieliźnie, ale „Saratoga” i pobliski akwen były tak radioaktywne, że holowanie mogło zagrażać załogom; holowniki mogły bezpiecznie zbliżyć się do „Saratogi” dopiero po pewnym czasie, lecz ta zdążyła już osiąść na dnie. Okręt osiadł na równej stępce z masztem 13 metrów poniżej powierzchni laguny. Obecnie, gdy radioaktywność spadła do bezpiecznego poziomu i zezwala na nurkowanie, „Saratoga” jest największą atrakcją dla pojawiających się na Bikini płetwonurków (sezony nurkowe 2009 i 2010 zostały odwołane na skutek wzrostu cen paliw).
USS „Independence” przetrwał Able mimo poważnych uszkodzeń pokładu. Lotniskowiec został zakotwiczony na tyle daleko od Baker, by mógł uniknąć zniszczeń, ale jednak otrzymał sporą dawkę promieniowania. Po teście został odholowany do San Francisco, gdzie przez cztery lata próbowano go oczyścić, ale bez widocznych rezultatów. 29 stycznia 1951 roku został zatopiony w wodach Oceanu Spokojnego w pobliżu Wysp Farallońskich.

### Zwierzęta doświadczalne
Podczas testu Baker użyto jako zwierząt doświadczalnych jedynie świń i szczurów. Niemal żadne z nich nie przeżyło. Podczas testu Able śmiertelność zwierząt doświadczalnych była uzależniona od odległości od centrum wybuchu i od zasięgu radiacji pulsacyjnej. W przypadku Bakera, śmiertelność zależała od czasu przebywania na radioaktywnym okręcie. Co najmniej kilka dni minęło, nim marynarze otrzymali zezwolenie na wejście na pokłady okrętów-celów, gdzie znajdowały się zwierzęta; w tym czasie pochłonięta dawka promieniowania musiała być śmiertelna dla większości z nich.

## Test Charlie
Bomba Charlie miała być zdetonowana na dużej głębokości na zewnątrz atolu w celu poznania siły oddziaływania eksplozji nuklearnej na niezakotwiczone statki i okręty, miała być więc atomowym odpowiednikiem bomby głębinowej. Okazało się jednak, że personel techniczny – zajęty dekontaminacją po teście Baker – nie będzie gotowy na czas, a ponadto nie było okrętów-celów niebędących radioaktywnymi, a więc możliwych do użycia podczas testu Charlie. W oficjalnym komunikacie podano, że po zakończonych sukcesem testach Able i Baker dalsze testy uznano za niecelowe. W rzeczywistości od prób odstąpiono, bowiem w arsenale amerykańskich sił zbrojnych było zaledwie kilka gotowych do użycia bomb atomowych. Test tego rodzaju został przeprowadzony dopiero w roku 1955 podczas operacji Wigwam.

## Po Crossroads

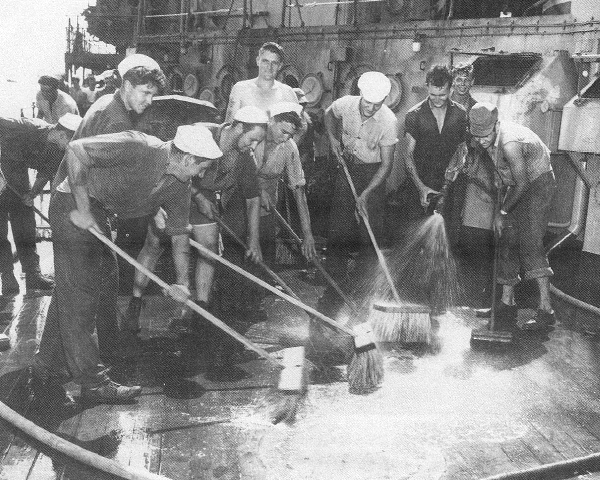
Amerykańscy marynarze próbują oczyścić (za pomocą mydła, ługu i wody z laguny) radioaktywny pokład niemieckiego krążownika „Prinz Eugen”

Niemożność przeprowadzenia dokładnej inspekcji większości okrętów-celów postawiła pod znakiem zapytania celowość przeprowadzania – po Baker – pozostałych operacji. Próby dekontaminacji okrętów zostały podjęte już 1 sierpnia. W ich trakcie zewnętrzne powierzchnie jednostek miały być zmywane przez wyznaczonych członków załóg manewrowych okrętów-celów, pod ścisłym nadzorem aparatury pomiarowej badającej natężenie radiacji. Początkowo dekontaminacja przebiegała wolno, bowiem czas bezpiecznego pobytu na pokładach okrętów liczono w minutach.
3 sierpnia promieniotwórczość wód laguny zmniejszyła się w stopniu pozwalającym jednostkom serwisowym na odstąpienie od pobierania próbek wody przy poruszaniu się w obrębie atolu. Plama ropy, w której zanieczyszczenie było największe, została zniesiona na północ poprzez barierę raf na zachód od wyspy Bikini i oddaliła się na kilka mil od atolu. Nastąpiło to tuż po wybuchu 25 lipca, jednakże 4 sierpnia promieniująca plama wróciła i zanieczyściła północne plaże wyspy. Jednocześnie na statkach serwisowych odnotowano wzrastającą kontaminację kadłubów oraz systemów rur i pomp pobierających wodę morską.
10 sierpnia zapadła decyzja przerwania operacji w atolu Bikini i odholowania pływających jeszcze okrętów-celów do atolu Kwajalein, gdzie spodziewano się zakończyć prace na akwenie nieskażonym promieniotwórczo. Operację tę prowadzono do końca września, ale w tymże miesiącu prace dekontaminacyjne zostały wstrzymane. Następnym głównym zadaniem było wyładowanie amunicji zmagazynowanej na okrętach-celach. Te prace trwały do jesieni roku 1946, a ostatni ludzie zeszli z pokładów w roku następnym.
Osiem dużych okrętów i dwa okręty podwodne odholowano do Stanów Zjednoczonych i na Hawaje dla dalszego prowadzenia kontroli radiologicznych. Dwanaście okrętów-celów otrzymało tak niewielką dawkę promieniowania, że mogły zostać obsadzone załogami i powrócić do USA o własnych siłach. Ostatecznie jedynie dziewięć okrętów-celów nadawało się do złomowania. Pozostałe zatopiono w wodach bliskich atolom Bikini i Kwajalein, Wysp Hawajskich i wybrzeży Kalifornii w latach 1946–1948.
Jednostki serwisowe – zanim mogły powrócić do służby we flocie – zostały poddane dekontaminacji i otrzymały odpowiednie atesty. Dla stoczni US Navy było to zupełnie nowe doświadczenie. Prace prowadzone były głównie w stoczni marynarki w San Francisco.
Oficjalny raport, który ukazał się latem 1947 roku stwierdzał, że „usunięcia napromieniowania tego typu, jaki otrzymały okręty-cele poddane testowi Baker, nie da się skutecznie przeprowadzić”.
11 sierpnia 1947 magazyn „Life” opublikował raport zawarty w 14-stronicowym artykule z 33 zdjęciami. Artykuł głosił między innymi, że „gdyby wszystkie okręty na atolu Bikini były obsadzone załogami, bomba Baker zabiłaby 35 000 ludzi. Gdyby taka bomba została zrzucona na Nowy Jork w okolicach Manhattanu, przy silnym południowym wietrze, zginęłyby 2 miliony ludzi”. Aczkolwiek artykuł był poprawnie napisany, przeciętny czytelnik nie był w stanie zrozumieć, jaka była różnica pomiędzy przerażającymi skutkami wybuchu Able a równie śmiercionośnego, ale o znacznie większym zasięgu i czasu trwania kontaminacji, wybuchu Baker. W rezultacie raport nie wywołał głębszego zainteresowania opinii publicznej.
Sprawą radioaktywności Amerykanie zainteresowali się szerzej dopiero w roku 1948, kiedy to ukazała się książka No Place to Hide, bestseller Davida J. Bradleya. We wstępie Bradley, lekarz i kluczowa postać Zespołu ds. Bezpieczeństwa Radiologicznego na Bikini, zwanego „ludźmi geigera”, stwierdzał, że „opis tych eksplozji, mimo dobrych intencji, został w dowolny sposób wymieszany z fantazjami i przesądami, a rezultaty testów pozostają skrzętnie ukryte pod przykrywką tajemnicy wojskowej”. Opis testu Baker i jego skutków zwróciły wreszcie uwagę światowej opinii publicznej na problem opadu radioaktywnego powstającego w wyniku eksplozji broni nuklearnej.

## Dalsze losy atolu Bikini

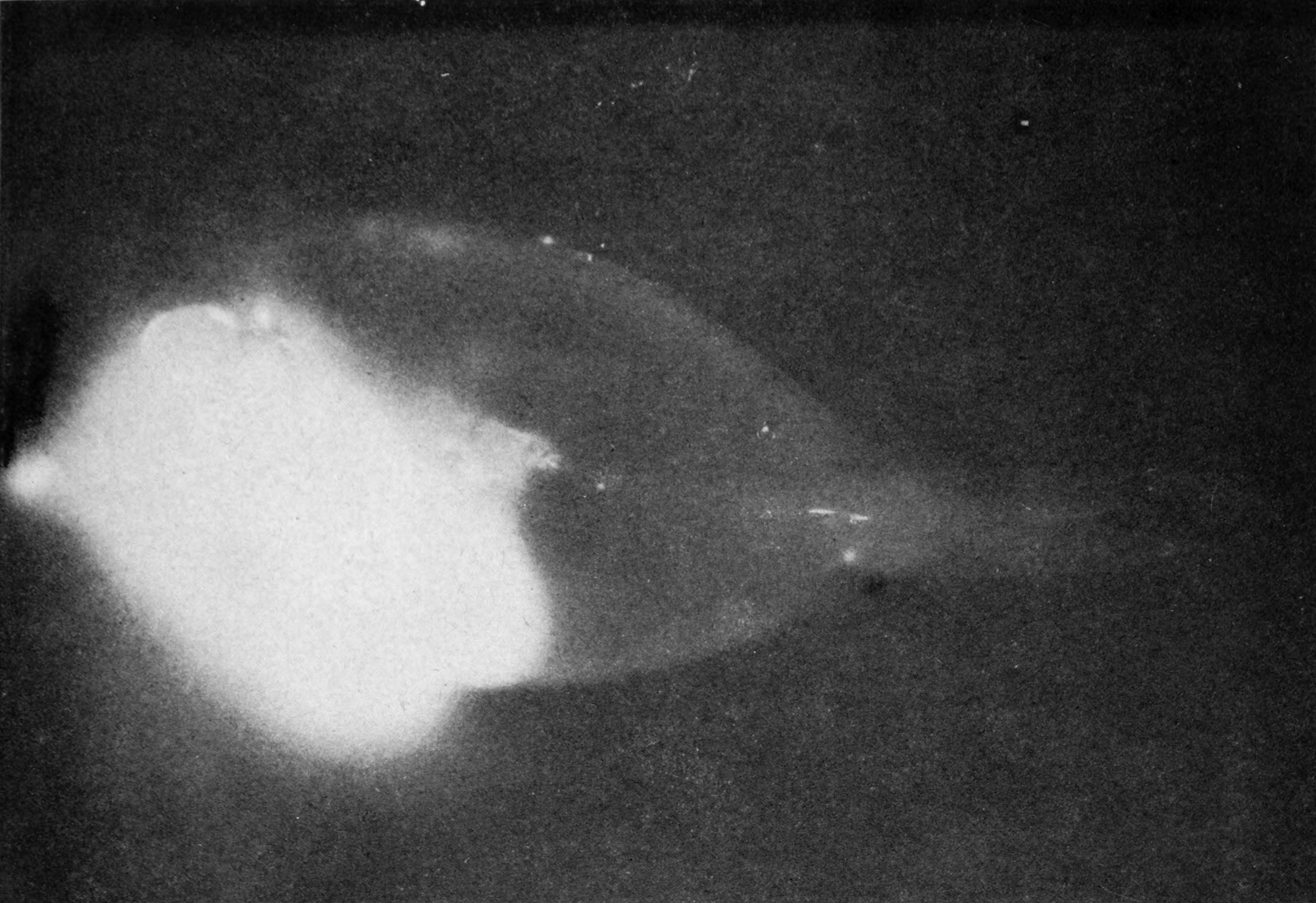
To zdjęcie z 1946 roku, to obraz który pozostał na kliszy fotograficznej, na której leżała przez noc radioaktywna ryba. Jadła ona radioaktywne algi, w wyniku czego promieniotwórcze pierwiastki wniknęły do organizmu. Najjaśniejsza plama to żołądek wypełniony radioaktywnym pożywieniem. Ryba była żywa i zdrowa w momencie złapania.

167 mieszkańców atolu Bikini przesiedlono na niezamieszkany atol Rongerik na krótko przed Crossroads, ale nie potrafili wyżywić się w tym nowym środowisku. Odwiedzający Rongerik informowali, że w styczniu 1947 wyspiarze zaczęli głodować, a w styczniu 1948 wymierać. W tej sytuacji w marcu 1948 roku ewakuowano ich do atolu Kwajalein, a następnie osiedlono na kolejnej bezludnej wyspie Kili w listopadzie. Licząca zaledwie 0,98 km² powierzchni Kili stanowi 10% obszaru Bikini, a nadto nie ma laguny i bezpiecznego portu. Nie mogąc uprawiać swego tradycyjnego rybołówstwa, Bikiniańczycy (w liczbie około 700) skazani są na zaopatrywanie w żywność z zewnątrz. Cztery tysiące potomków pierwszych przesiedleńców mieszka na innych wyspach archipelagu lub za granicą.
Ich pragnienie, by powrócić na Bikini zostało odsunięte w nieskończoność, gdy Stany Zjednoczone postanowiły w roku 1954 ponowić testy nuklearne na atolu. W trakcie wiosennych i letnich miesięcy lat 1954, 1956 i 1958 dwadzieścia jeden kolejnych bomb nuklearnych zostało zdetonowanych w wodach atolu (w sumie 75 megaton, ekwiwalent ponad tysiąca bomb Baker). Tylko jedna z nich była „samoczyszczącą” bombą atmosferyczną (3,8 megatonowy test Cherokee). Wszystkie pozostałe były podwodnymi lub podziemnymi wybuchami pozostawiającymi więcej radioaktywnego opadu. Pierwsza z nich, o sile 15 megaton, bomba Bravo, zdetonowana 1 marca 1954 roku, była najpotężniejszym testem amerykańskim. Opad radioaktywny po teście Bravo spowodował między innymi skażenie promieniotwórcze odległego atolu Rongelap.
Próby zasiedlenia atolu Bikini w latach 1974–1978 zostały powstrzymane z powodu nieustającej radioaktywności i atol został ponownie opuszczony przez ludzi. Nurkowie, którzy odwiedzają Bikini, muszą korzystać z importowanej żywności i wody. Laguna jest pełna ryb, ale są one niejadalne.

## Bikini w kulturze
Nazwa „bikini” została zarejestrowana jako określenie kostiumu kąpielowego bikini dwa tygodnie po wybuchu Able; związek kostiumu z wybuchem był raczej przypadkowy (zadecydowała atrakcyjność egzotycznej nazwy). Według słów twórcy bikini było „mniejsze od najmniejszego kostiumu kąpielowego na świecie”. Jego prezentacji odmówiły wszystkie paryskie modelki i ostatecznie kostium został zaprezentowany przez Micheline Bernardini, która pracowała jako naga tancerka w Casino de Paris.
Od nazwy atolu przyjęła się nazwa polskiej odmiany bitników, których nazywano w latach pięćdziesiątych XX wieku bikiniarzami.
Film Radio Bikini w reżyserii Roberta Stone’a z roku 1998 był nominowany do Oscara w dziedzinie „Najlepszy film dokumentalny”. Film, w nawiązaniu do Operation Crossroads, koncentrował się na losach mieszkańców atolu, którzy zostali en masse przesiedleni do atolu Rongerik oraz marynarzy biorących udział w operacji. Twórcy niemal wyłącznie oparli się o materiały dokumentalne, większość z nich w kolorze.
Do Operation Crossroads nawiązuje również japoński film Godzilla Minus One w reżyserii Takashi Yamazakiego z roku 2023. Obraz przedstawia amerykańskie testy nuklearne na atolu Bikini jako główna przyczynę mutacji tytułowego potwora – Godzilli w olbrzymią bestię, która później nawiedza Japonię.